# Фурминт
Фурминт (на унгарски: Furmint) е висококачествен винен сорт грозде, с произход от Унгария, разпространен и в други страни. Известен е и с имената: Гелбер мослер, цапфнер, зипон.
Добре се развива на леки скелетни почви с добро изложение, за щитени от вятъра, с повишена атмосферна влажност. В България дава добър добив при дълга резитба. Участва в състава на световноизвестното вино Токай.
Сравнително късен сорт. При суха и топла есен натрупва много захари. Гроздът му е средно голям, широко цилиндричен, понякога крилат, сбит. Зърната са средно големи, с тънка ципа, жълто-зеленикави до златистожълти.
От гроздето на сортовете Фурминт и Харш Лавелю в смес се получават прочутите унгарски вина Токай. Те се отличават с красив светлозлатист до тьмноянтарен цвят, приятен плътен вкус с меден оттенък и сложен фин букет.
Използва се и в производството на сладки вина в Словакия и Австрия.